# Chiesa di Sant'Anna (Milano)
La chiesa di Sant'Anna era una chiesa di Milano. Situata nell'attuale corso Garibaldi, fu soppressa e demolita all'inizio del XIX secolo.

## Storia
Una chiesa col medesimo nome esisteva in tempi antichi nella zona dell'attuale Castello Sforzesco: la sua presenza viene attestata sin dal 1285, quando vi fu portato il Carroccio in processione prima di una spedizione di guerra capitanata da un membro della famiglia Castiglione. L'antica chiesa fu però demolita per volere del duca Francesco Sforza quando ordinò l'ampliamento delle fortificazioni del castello. Ospitante in origine delle monache di clausura, la chiesa, quando queste furono trasferite alla chiesa di Sant'Apollinare, accolse una congregazione di teatini nell'anno 1670 dopo una supplica a papa Clemente X.

## Architettura
La chiesa possedeva un'unica navata con varie cappelle laterali, ed era ricoperta da un soffitto in legno. La chiesa ospitava quattro ante d'organo opera di Giovan Battista Discepoli, rappresentanti Sant'Anna, Nostra Signora con Gesù Bambino, Sant'Agostino, e San Girolamo.